# Église Saint-Denys de Jerez de la Frontera
 (juin 2017).
Si vous disposez d'ouvrages ou d'articles de référence ou si vous connaissez des sites web de qualité traitant du thème abordé ici, merci de compléter l'article en donnant les références utiles à sa vérifiabilité et en les liant à la section « Notes et références ».
L’église Saint-Denys (espagnol : iglesia de San Dionisio) est un édifice religieux catholique à Jerez de la Frontera, en Espagne. Elle est bâtie dans la première moitié du XVe siècle en style gothique-mudéjar.

## Galerie d'images

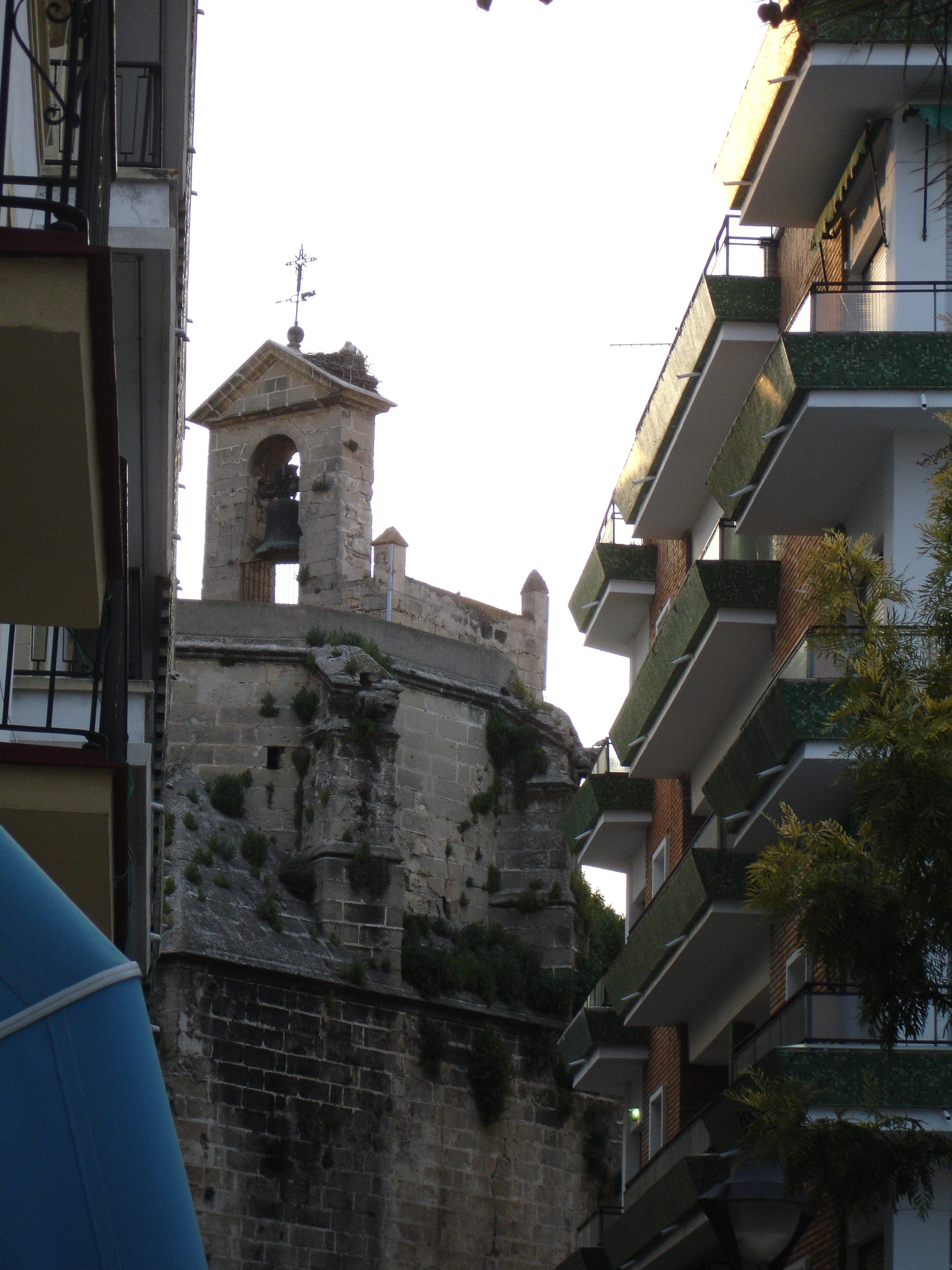
Campanario
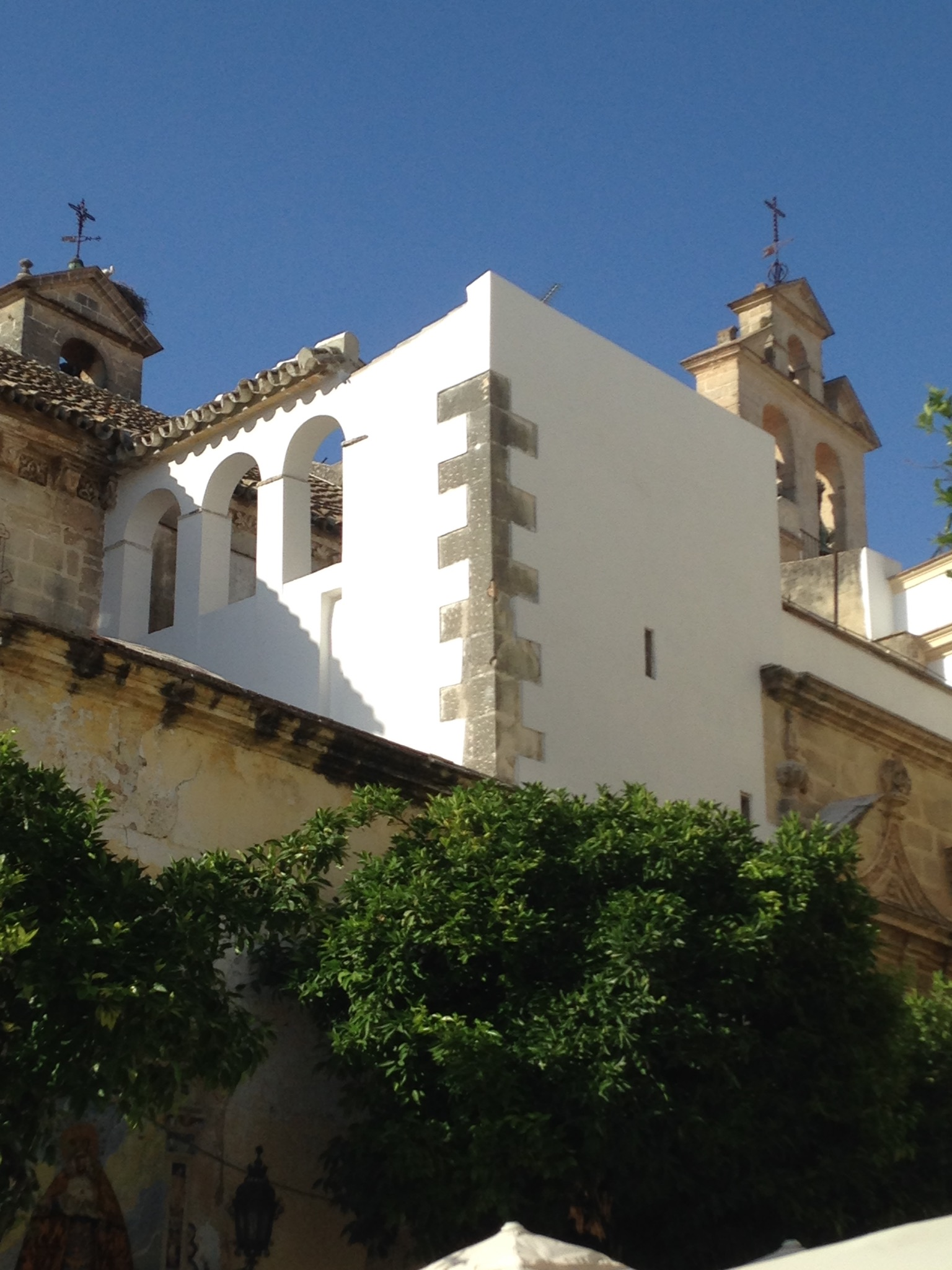
Détail du latéral
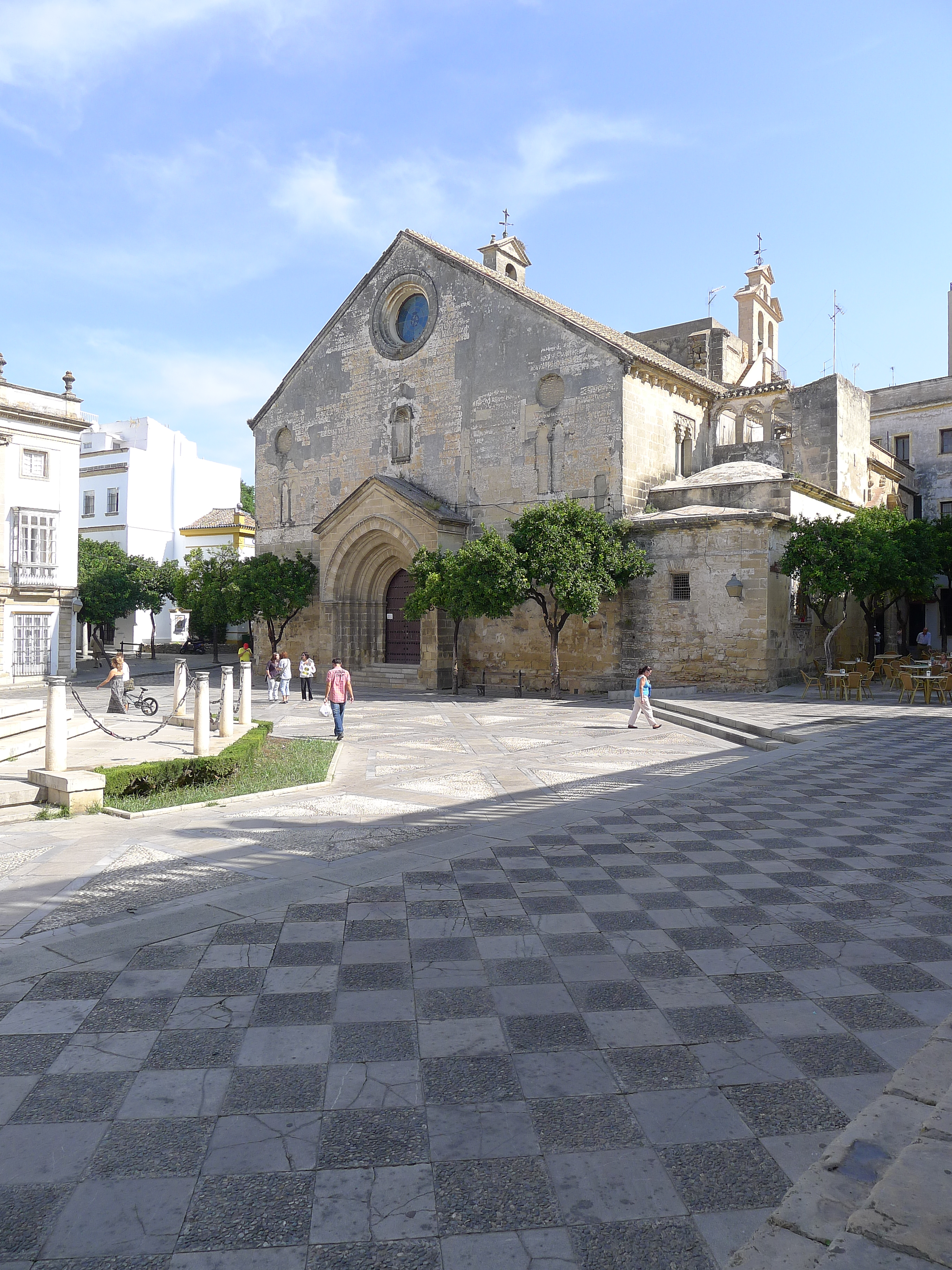
Église depuis la Place de l'Asunción
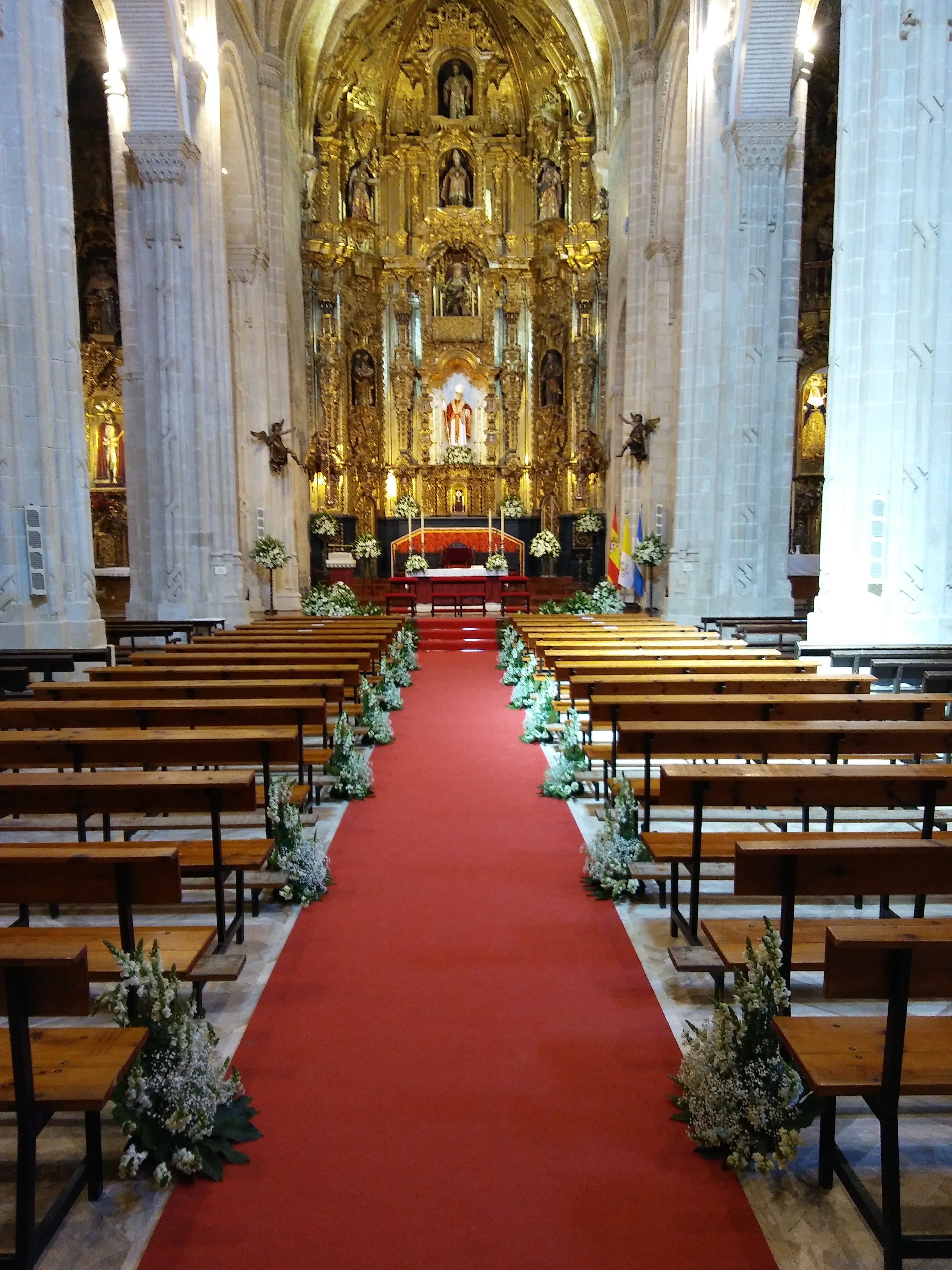
Intérieur Navire Central[Quoi ?]
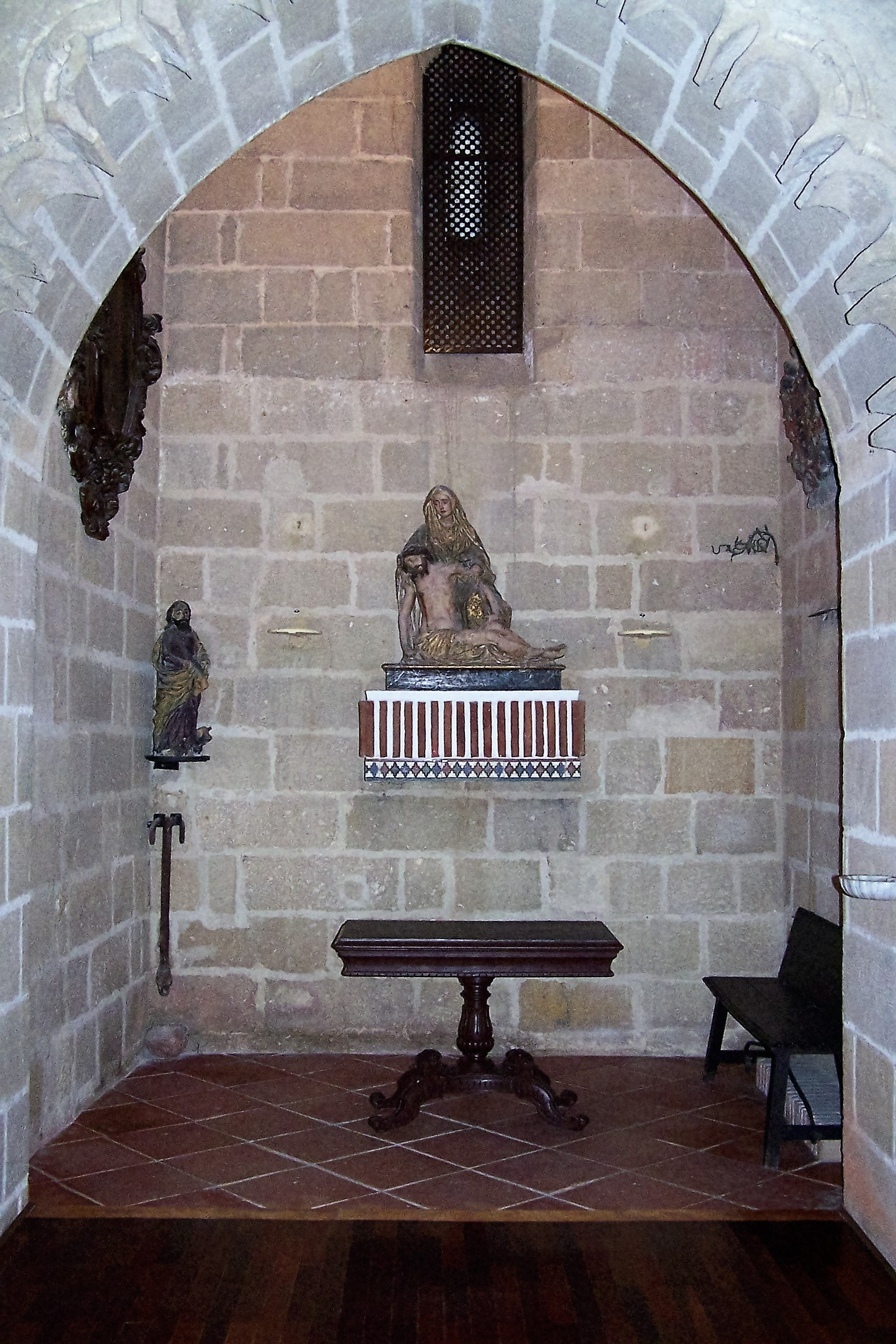
Chapelle de la Tour de la Guette
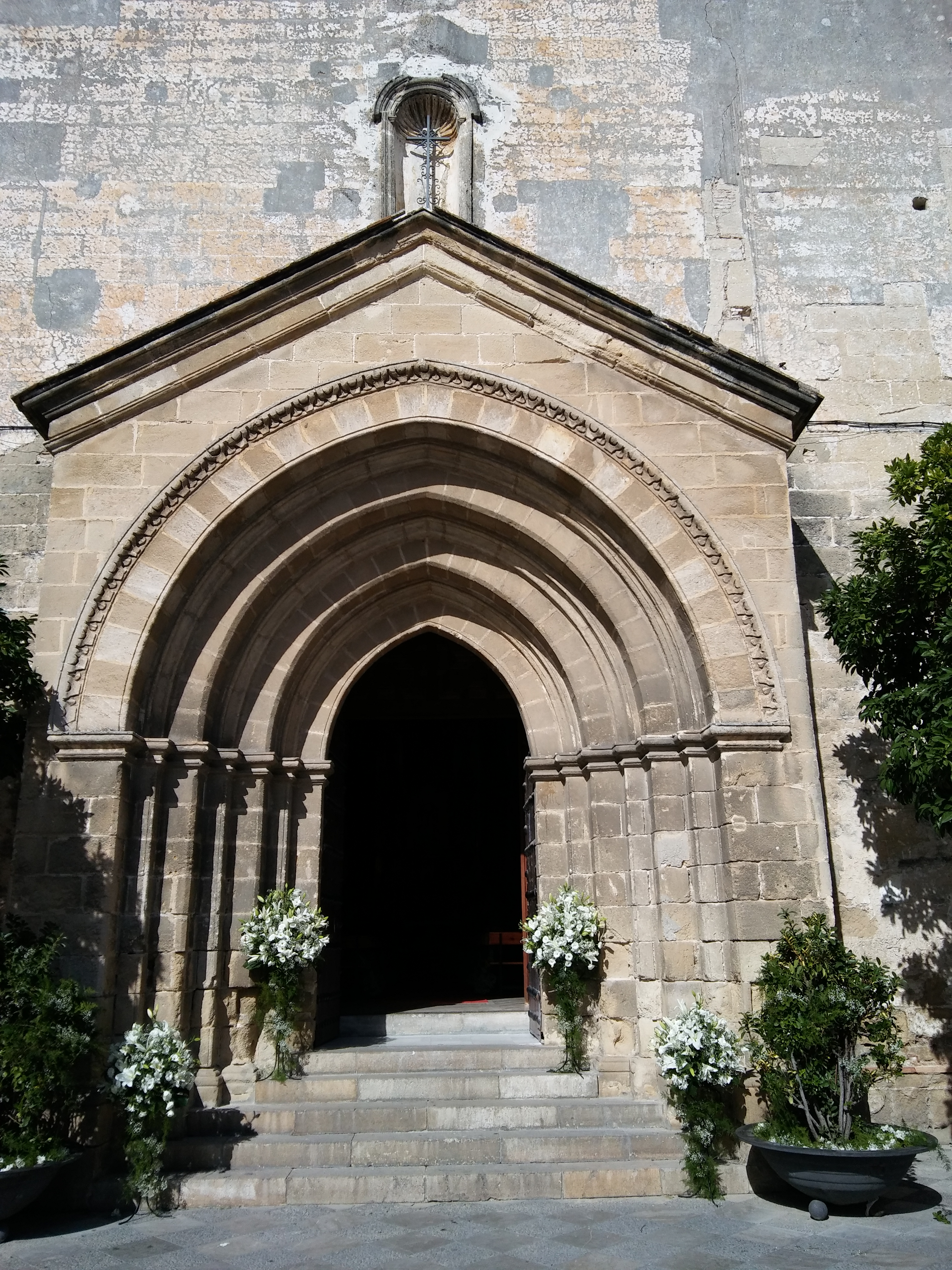
Porte principale
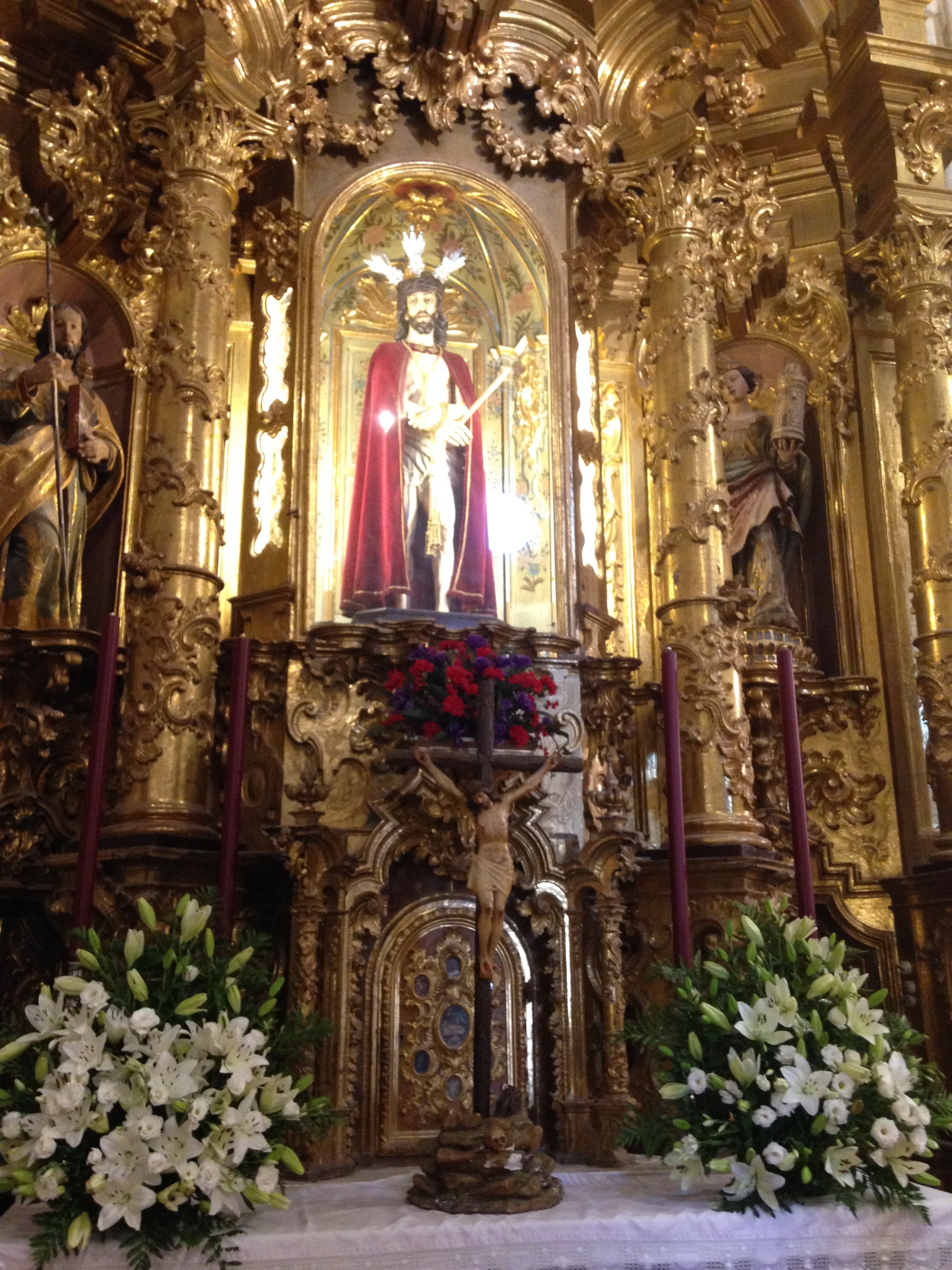
Image Ecce Homo
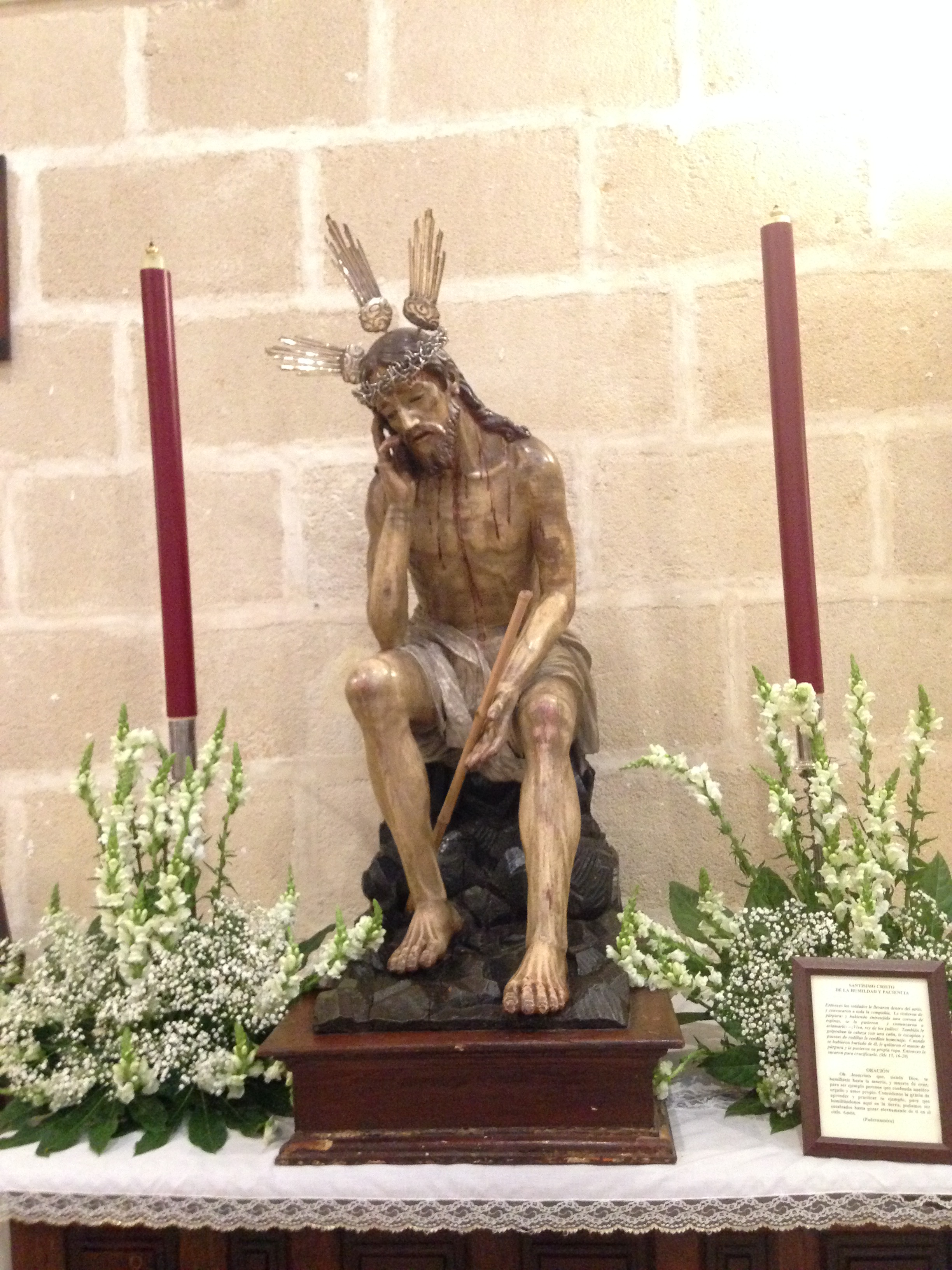
Image Humilité et Patience
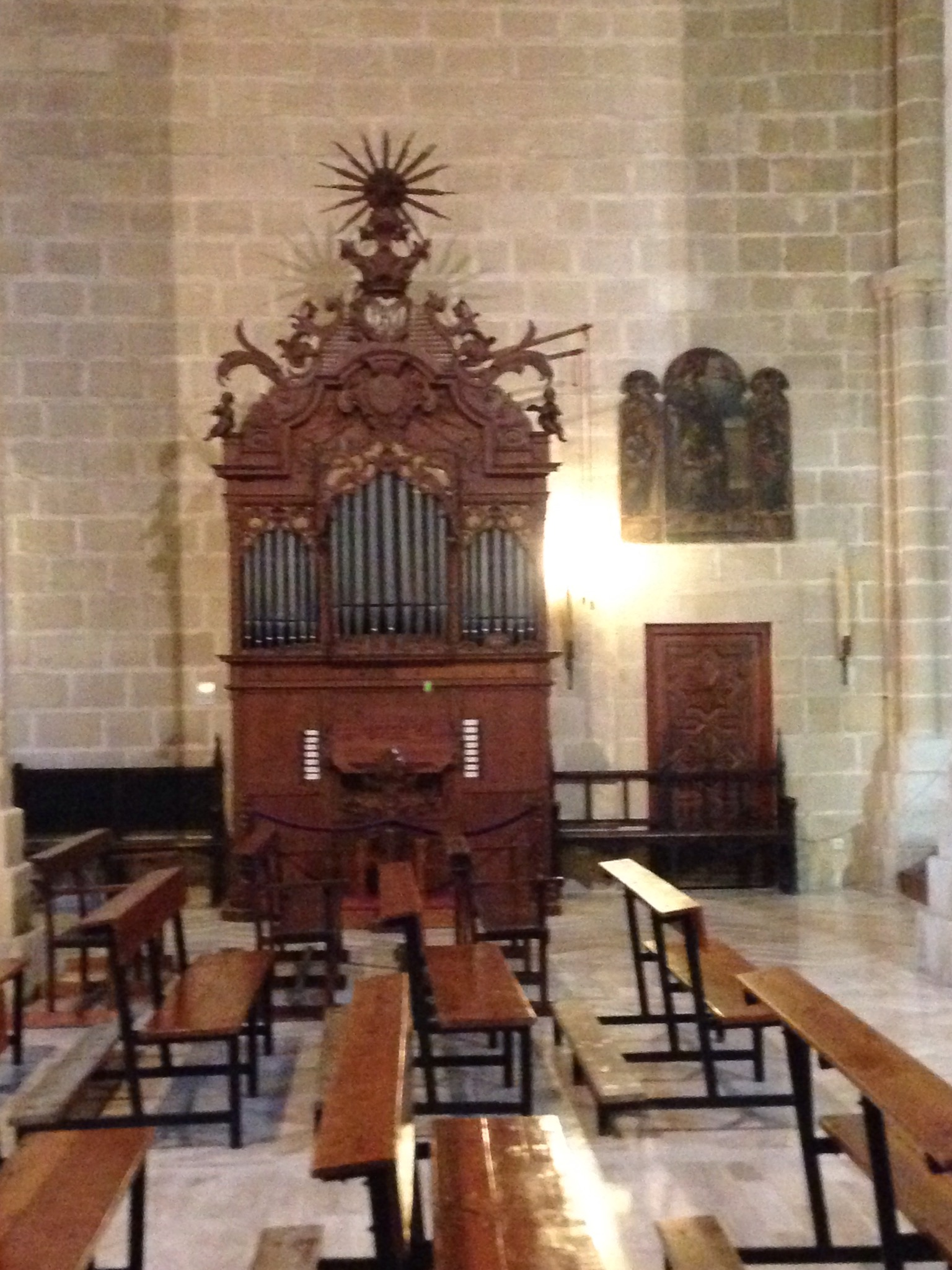
Organo
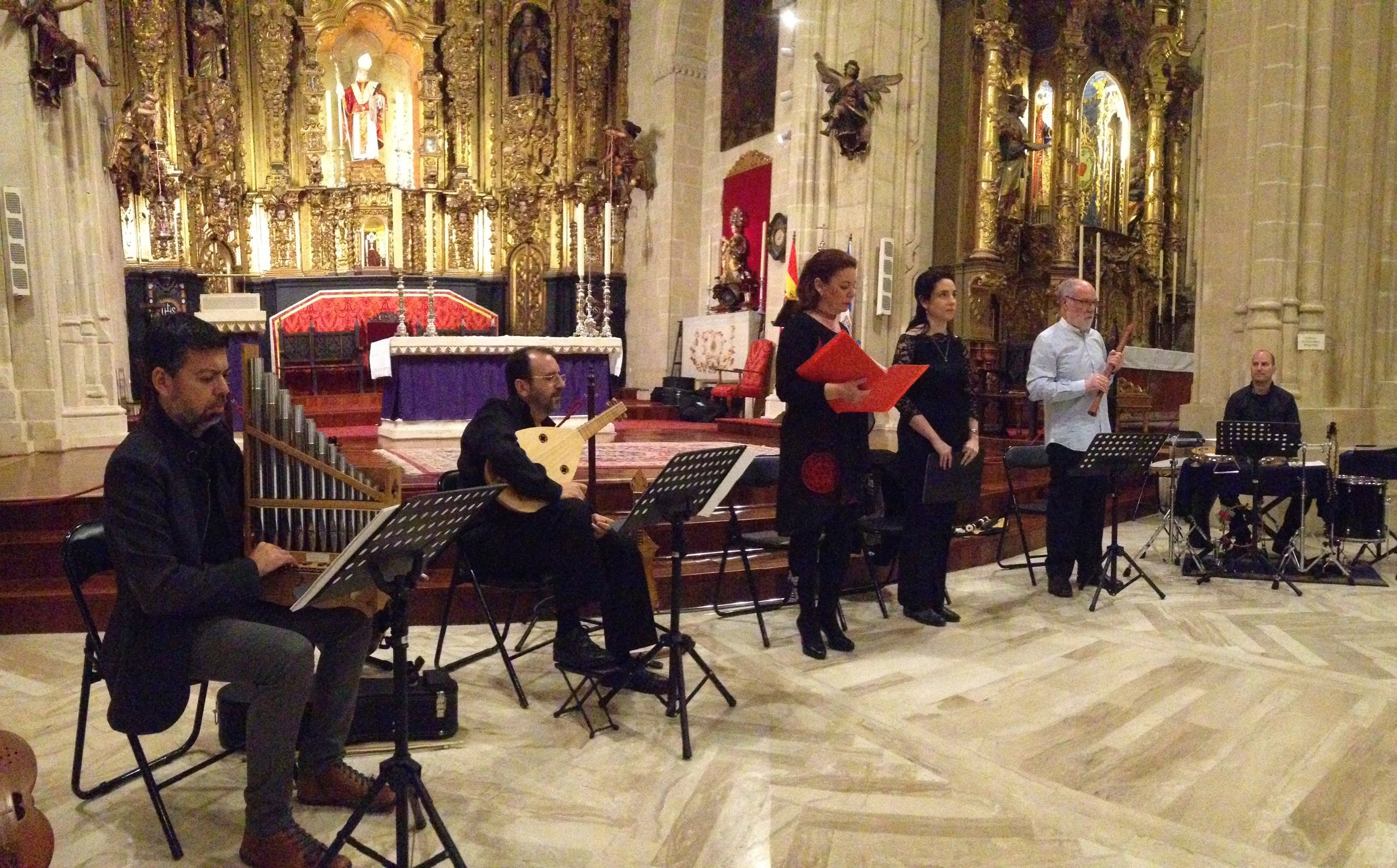
Concert Mudejar
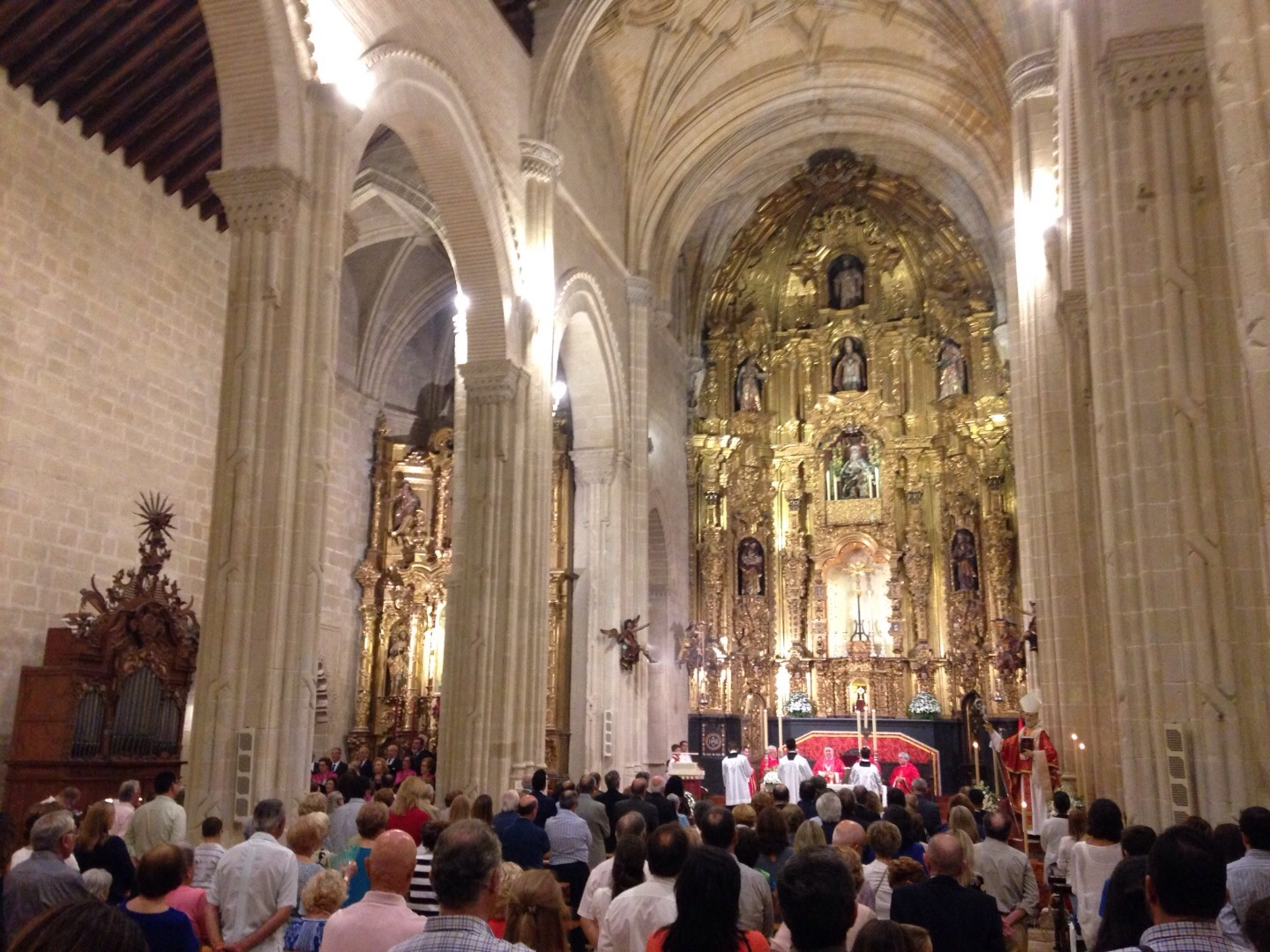
Moments de la Bénédiction de l'image